# Stefan Casteleyn
Stefan Casteleyn (Brussel, 25 februari 1974) is een Belgische voormalige squasher.

## Levensloop
In 1998 behaalde hij brons op het wereldkampioenschap te Doha. Daarnaast werd hij negentien keer Belgisch kampioen. In 1999 bereikte met een zevende plaats zijn hoogste positie op de wereldranking.
In oktober 2015 kondigde Casteleyn aan te stoppen op topsportniveau.
Hij is de partner van Kim Hannes, eveneens actief in het squash.

## Kampioenschappen
| Onderdeel         | Jaar |
| ----------------- | --- |
| Belgisch kampioen | 1992, 1993, 1994, 1995, 1996, 1998, 1999 2000, 2004, 2005, 2006, 2007, 2008, 2009 2010, 2011, 2013, 2014 en 2015 |

## Palmares
- 1998:  wereldkampioenschap